# Maidla (gemeente)
Maidla (Estisch: Maidla vald) was een gemeente in de Estische provincie Ida-Virumaa. De gemeente telde 702 inwoners op 31 december 2011 en had een oppervlakte van 332,3 km². Het bestuurscentrum zat in de plaats Maidla.
In 2013 werd Maidla bij de gemeente Lüganuse gevoegd.

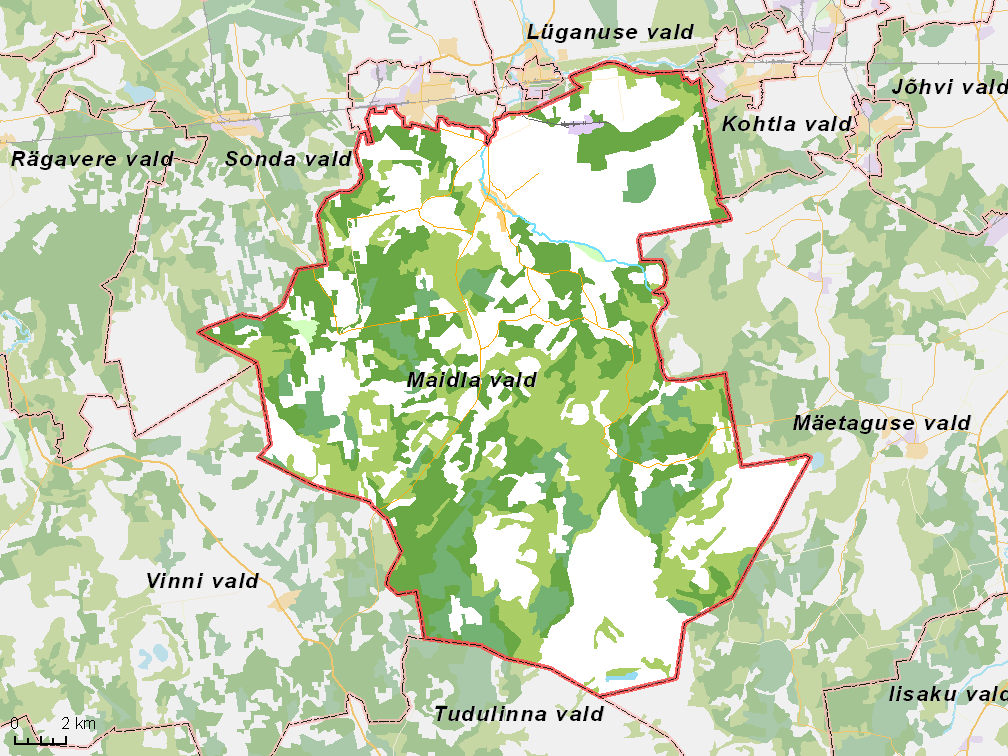
De voormalige gemeente met omliggende gemeenten